# Glasbatist
Glasbatist, tunn, tät och mycket styv bomullsväv som har ett glasaktigt genomskinligt utseende. Detta tyg framställs av fina bomullsgarner som efter vävning går igenom flera efterbehandlingar: svedning, mercerisering, blekning, en kort behandling i ett svavelsyrabad samt ytterligare en mercerisering (då i utsträckt skick). Det glasaktiga utseendet kommer sig av syrabadet.